# Костел Пантілімон
Костел Фане Пантілімон (рум. Costel Pantilimon; нар. 1 лютого 1987, Бакеу, Румунія) — румунський футболіст, воротар англійського «Вотфорда».
До червня 2014 виступав за «Манчестер Сіті», з якого 16 червня 2014 перейшов до «Сандерленда» на правах вільного агента.

## Кар'єра в збірній
Пантілімон виступав за румунську молодіжну збірну з футболу. 19 листопада 2008 дебютував за румунську збірну у товариському матчі з Грузією.

## Титули і досягнення
- Чемпіон Англії (2):

«Манчестер Сіті»: 2011-12, 2013-14
- Володар Кубка Ліги (1):

«Манчестер Сіті»: 2013-14
- Володар Суперкубка Англії (1):

«Манчестер Сіті»: 2012